# 苏霍索洛季诺农村居民点
苏霍索洛季诺农村居民点（俄语：Сухосолотинское сельское поселение）是俄罗斯联邦别尔哥罗德州伊夫尼亚区所属的一个农村居民点。其下辖有1个居民点，行政中心为Сухосолотино。据2016年统计，该农村居民点的人口为476人。